# The Visitor (album)
The Visitor – trzeci studyjny album brytyjskiego zespołu muzycznego Arena, wydany w 1998 roku.

## Lista utworów[1]
Muzykę napisali: Mick Pointer, Clive Nolan, John Jowitt i John Mitchell, a słowa Clive Nolan.
1. „A Crack in the Ice” – 7:25
2. „Pins and Needles” – 2:46
3. „Double Vision” – 4:25
4. „Elea” – 2:36
5. „The Hanging Tree” – 7:10
6. „A State of Grace” – 3:26
7. „Blood Red Room” – 1:48
8. „In the Blink of an Eye” – 5:29
9. „(Don't Forget To) Breathe” – 3:40
10. „Serenity” – 2:10
11. „Tears in the Rain” – 5:44
12. „Enemy Without” – 5:05
13. „Running from Damascus” – 3:45
14. „The Visitor” – 6:14

## Twórcy[1]
- Paul Wrightson – śpiew
- John Mitchell – gitara
- Clive Nolan – instrumenty klawiszowe, chórek
- John Jowitt – gitara basowa
- Mick Pointer – perkusja